# Eriosema macrostipulum
Eriosema macrostipulum är en ärtväxtart som beskrevs av Baker f. Eriosema macrostipulum ingår i släktet Eriosema och familjen ärtväxter. Inga underarter finns listade i Catalogue of Life.